# عقبة بضة (دوعن)
'

تعديل مصدري - تعديل

عقبة بضة هي إحدى قرى عزلة صيف بمديرية دوعن التابعة لمحافظة حضرموت، بلغ تعداد سكانها 70 نسمة حسب تعداد اليمن لعام 2004.